# ژیل رامپیون
ژیل رامپیون (فرانسوی: Gilles Rampillon‎؛ زادهٔ ۲۸ ژوئیهٔ ۱۹۵۳) بازیکن فوتبال اهل فرانسه بود.
از باشگاه‌هایی که در آن بازی کرده‌است می‌توان به باشگاه فوتبال کن و باشگاه فوتبال نانت اشاره کرد.
وی همچنین در تیم ملی فوتبال فرانسه بازی کرده‌است.